# Rhytidacris
Rhytidacris är ett släkte av insekter. Rhytidacris ingår i familjen gräshoppor.
Kladogram enligt Catalogue of Life:
| Rhytidacris | \| \| Rhytidacris punctata \| \| \| \| \| \| Rhytidacris tectifera \| \| \| \| |
|             | \| \| Rhytidacris punctata \| \| \| \| \| \| Rhytidacris tectifera \| \| \| \| |
|             | Rhytidacris punctata                                                           |
|             |                                                                                |
|             | Rhytidacris tectifera                                                          |
|             |                                                                                |